# أنطونيو دي فرانسيسكو
 أنطونيو دي فرانسيسكو (بالإنجليزية: Anthony de Francisci)‏ (ولد في 13 يوليو 1887 و توفي في 30 أغسطس 1964)؛ كان نحات إيطالي- أمريكي صمم عدد من عملات وميداليات الولايات المتحدة . و من أشهر تصميماته دولار السلام، الذي صُك لأول مره في عام 1921 .

## بداية حياته وتدريبه
دي فرانسيسكو هاجر إلي الولايات المتحدة عام 1905 وأصبح مواطن أمريكي عام 1913 . هو ابن ل بيندتو دي فرانسيسكو وماريا لابرانتي وتزوج من ماري تريزا كافيلالرتي . دي فرانسيسكو تعلم النحت علي أيدي أفضل مصممون العملة : فراسير ٬ ماكينل ووينمان .

## مهنته
دي فرانسيسكو خدم كأكاديمي في الأكاديمية الوطنية للتصميم و عضو في الجمعية الوطنية للنحت .

## أعماله

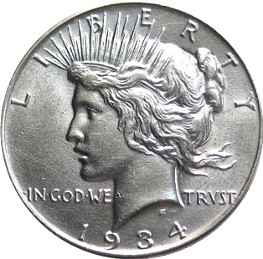
لقد استلهم برأس زوجته في صنع العمله

### دولار السلام
لاحقا في عام 1921 أقامت لجنة الفنون الجميلة مسابقة لتصميم دولار فضي جديد ودعت ( ثماني بارزين في مجال النحت للمشاركة) عدد من المشاركين صمموا في السابق عملات للولايات الأمريكية المتحدة وحققوا نجاحاً ملحوظاً. و لكن أصغر المشاركين وصانع العملات المُبتدئ دي فرانسيسكو " فاز بالمسابقة وربح 1500 دولار نقداً " . فيما يتعلق بهذه الاحداث " 20 ديسمبر 1920 " إصدار بلتيمور صن ذكر... " ثماني من حاملي الميداليات، جميعهم من نيويورك مشاركين في المسابقة للربح بالجائزة . تصميم النقش البارز عرض بسرية إلي مكتب ( مدير الصك ريموند.ت.بايكر)، بعد عرض النقش الفائز علي الرئيس هاردنج. أعرب الرئيس عن سعادته وموافقته". عندما أصبح دي فرانسيسكوا مصمم دولار السلام وتلقي شهره واسعه نتيجه لهذا الإنجاز عزز هذا بشكل كبير سمعته واخذت مهنته مستوي جديد كلياً. دي فرانسيسكوا استخدم زوجته ماري تيريزا كمثال لرأس الحرية علي دولار السلام وعندما سُئل عن التصميم، دي فرانسيسكو " اخبر لكاتب عامود في جريدة أن الصورة ليست تصوير لزوجته ولكنها وجه مركب "لتمييز شئ ما في أمريكا" قال أيضاً عند تصميم دولار السلام "أن هدفه التقاف روح المدينة... سرعه الفكر، النشاط والحيوية"

## أعمال مختارة
| الاسم                                            | التاريخ | ملاحظات                                           |
| ------------------------------------------------ | ------- | ------------------------------------------------- |
| مكتب الحرس الوطني إنسيجنيا                       | 1921    | وزارة دفاع الولايات المتحدة                       |
| الميدالية الذهبية من الكونغرس للجنرال جون بيرشنغ | 1946    | -                                                 |
| الميدالية الذهبية لجيمس دوغلاس                   | 1922    | المعهد الأمريكي للتعدين والمعادن، ومهندسي البترول |

## وصلات خارجية
- انطونيو دي فرانسيسكو